# Region Tandjilé
Region Tandjilé – jeden z 22 regionów administracyjnych Czadu, znajdujący się w południowo-wschodniej części kraju. Graniczy z regionami: Chari-Baguirmi, Mayo-Kebbi Est, Mayo-Kebbi Ouest, Logone Occidental, Logone Oriental, Mandoul oraz Moyen-Chari. 
Region zamieszkiwany jest przez kilka różnych wspólnot etniczno-językowych. Najliczniejszą grupę stanowi lud Marba (19,8%), Lélé (13,93%), Nangtchéré (13,62%), Ngambay (12,62%) i Gabri (10,61%). 

## Departamenty
| Departament    | Stolica | Podprefektury                             |
| -------------- | ------- | ----------------------------------------- |
| Tandjilé Est   | Laï     | Laï, Deressia, Dono Manga, Guidari, N'Dam |
| Tandjilé Ouest | Kélo    | Kélo, Béré, Dafra, Delbian                |

## Historia
Region zajmuje tereny dawniejszej prefektury Tandjilé, utworzonej 29 stycznia 1969 r. w wyniku podziału prefektury Logone na trzy części: Logone Occidental, Logone Oriental i Tandjilé. Prefektura Tandjilé podniesiona została do rangi regionu w wyniku reformy podziału administracyjnego, która weszła w życie w październiku 2002 r. W latach 2002–2008 Tandjilé był jednym z 18 regionów, na jakie podzielony był Czad.